# Julie Foggea
Julie Foggea (n. 28 august 1990, în Les Abymes, Guadelupa) este o handbalistă din Franța care joacă pentru clubul românesc SCM Râmnicu Vâlcea și pentru echipa națională a Franței. Între 2020 și 2022 ea a jucat pentru alt club românesc Rapid București.

## Palmares
- Liga Națională:
  -  Câștigătoare: 2022

- Campionatul Franței:
  -  Medalie de argint: 2016, 2023, 2024

- Cupa Franței:
  - Semifinalistă: 2023, 2024

- Cupa Ligii Franței:
  -  Câștigătoare: 2016
  -  Finalistă: 2015[6]

- Campionatul Ungariei:
  -  Medalie de bronz: 2018

- Cupa Ungariei:
  -  Finalistă: 2018

- Cupa Challenge EHF:
  -  Câștigătoare: 2015[6]
  - Semifinalistă: 2012, 2014
  - Optimi de finală: 2013